# 미겔 핀토
미겔 안겔 핀토 헤레스(스페인어: Miguel Ángel Pinto Jerez, 1983년 7월 4일 ~)는 칠레 출신의 골키퍼로 현재 우니온 에스파뇰라 소속이며, 포지션은 골키퍼이다.